# Prima battaglia di Donaldsonville
La prima battaglia di Donaldsonville è stata un episodio della guerra di secessione americana e venne combattuta il 9 agosto 1862 nell'ambito delle operazioni condotte dall'esercito nordista contro la città di Baton Rouge (Louisiana).

## Contesto
A partire dallo scoppio della guerra civile alcune navi nordiste, che attraversando il fiume Mississippi passavano nei pressi di Donaldsonville, vennero bersagliate da colpi d'artiglieria da parte di miliziani filo-sudisti.
La marina dell’Unione decisione dunque di organizzazione una rappresaglia e il contrammiraglio David G. Farragut venne incaricato delle operazioni.

## La battaglia
Farragut inviò un avvertimento agli abitanti della città e chiese l'evacuazione delle donne e dei bambini. Poi, ancorate le sue navi di fronte a Donaldsonville, iniziò a bombardarla.
Finito il bombardamento, Farragut inviò a terra un contingente per dare alle fiamme i principali edifici della città.